# Wajsznory
Wajsznory [pronunciación en polaco: /vai̯ʂˈnɔrɨ/] (alemán Weischnuren) es un pueblo ubicado en el distrito administrativo de Gmina Kętrzyn, dentro del Condado de Kętrzyn, Voivodato de Varmia y Masuria, en Polonia del norte. Se encuentra aproximadamente a 4 kilómetros al sur de Kętrzyn y a 67 kilómetros al noreste de la capital regional Olsztyn.
Antes de 1945, el área fue parte de Alemania (Prusia Oriental).